# Voyagers
Voyagers is een sciencefictionfilm uit 2021, geschreven en geregisseerd door Neil Burger.

## Verhaal
In de nabije toekomst is de aarde opgewarmd en bijna onbewoonbaar geworden. In 2063 wordt een nieuwe planeet ontdekt en de kolonisatie ervan wordt dan overwogen. Wetenschappers ontwikkelen vervolgens Humanitas, een generatieschip dat een 86-jarige reis naar de nieuwe planeet zal maken. Aan boord zijn 30 jongeren geboren via medisch begeleide voortplanting. Ze worden getraind en opgeleid door wetenschapper Richard. Tien jaar later zijn de jongeren goed opgegroeid. Ze hebben elk specifieke en repetitieve taken te volbrengen. Maar als ze er alleen voor staan, ontstaat er geleidelijk aan chaos aan boord.

## Rolverdeling
| Acteur                 | Personage   |
| ---------------------- | ----------- |
| Tye Sheridan           | Christopher |
| Lily-Rose Depp         | Sela        |
| Fionn Whitehead        | Zac         |
| Colin Farrell          | Richard     |
| Chanté Adams           | Phoebe      |
| Isaac Hempstead-Wright | Edward      |
| Viveik Kalra           | Peter       |
| Archie Madekwe         | Kai         |
| Quintessa Swindell     | Julie       |

## Productie
In januari 2019 werd Neil Burger aangekondigd als schrijver en regisseur van de film. De film werd door critici alom beschreven als "Lord of the Flies in space". In april 2019 werden Colin Farrell, Tye Sheridan, Lily-Rose Depp en Fionn Whitehead gecast als de hoofdpersonen van de film.
De opnames begonnen op 17 juni 2019 in Roemenië.

## Ontvangst
Op Rotten Tomatoes heeft Voyagers een waarde van 26% en een gemiddelde score van 5,0/10, gebaseerd op 141 recensies. Op Metacritic heeft de film een gemiddelde score van 44/100, gebaseerd op 35 recensies.